# 国府宮駅
国府宮駅（こうのみやえき）は、愛知県稲沢市松下一丁目にある、名古屋鉄道名古屋本線の駅である。駅番号はNH47。特急を含め全営業列車が停車する。

## 概要
「はだか祭」で有名な尾張大国霊神社（国府宮）の最寄駅であり、全列車が停車する。市名を冠するJR稲沢駅が市域東端に位置するのに対し、当駅は稲沢市の中心市街地に所在する。
以前は日中毎時4本が運転されていた特急が1本おきに停車した（高速を前身とする新安城駅に停車する方が停車し、新安城駅を通過する方は当駅も通過していた）。1999年（平成11年）5月10日に標準停車駅（全列車停車）に昇格した。特急系種別は3種類に細分化されているが、いずれの列車も停車する。はだか祭開催日には新安城駅を通過する方も日中を中心に臨時停車していた。
2005年（平成17年）1月29日ダイヤ改正以前は始発の特急豊橋行きが当駅を始発としていたが、同改正によって当該列車は岐阜始発の中部国際空港行きに変更された。そのため、現在のダイヤでは当駅始発や当駅止まりの列車は存在しない。
2023年3月のダイヤ改正以降、上り特急の新木曽川駅と笠松駅への特別通過がなくなったため、当駅から名鉄一宮・名鉄岐阜方面はミュースカイ以外の優等列車の停車駅が完全に一致するようになっている。そのため急行の大半が名鉄一宮駅で終点となる。

## 歴史
- 1924年（大正13年）2月15日 - 開業。当時の読みは「こうふのみや」[2]。
- 1927年（昭和2年） - 1934年（昭和9年） - この間に駅名の読みを「こうふのみや」から「こうのみや」に変更[3][4]。
- 1962年（昭和37年）8月15日 - 貨物営業廃止[5]。
- 1963年（昭和38年）3月20日 - 駅ビル（鉄筋4階建）完成[6]。同月に名古屋ショッピ(後のパレマルシェ）国府宮店開業[7]。
- 1974年（昭和49年）9月17日 - 特急の停車本数が増加。
- 1980年（昭和55年）12月22日 - 地下道完成[8]、地下改札化。
- 1987年（昭和62年）5月 - 自動改札機設置[9]。
- 1999年（平成11年）5月10日 - 特急が全便停車するようになる。
- 2010年（平成22年）12月18日 - 橋上駅舎の供用開始。
- 2011年（平成23年）2月11日 - ICカードmanaca導入、使用開始。
- 2012年（平成24年）2月29日 - トランパス供用終了。

## 駅構造
待避設備を備えた島式2面4線ホームを持つ駅員配備の地上駅。
ホーム南端（名古屋寄り）の地下に地下改札口、名古屋寄りのホーム上空の橋上駅舎内に橋上改札口がある。各改札口付近には自動券売機（通勤manaca定期券（新規・継続）および通学manaca定期券（継続のみ）の購入も可能）が設置されているが、橋上改札口付近には自動精算機がなく、また駅員も配置されていないため、橋上改札口に繋がる階段付近に「運賃の精算等が必要なお客さまは地下改札口をご利用ください」と掲示されている（1000円単位でのICカードへのチャージは橋上改札口でも可能）。地下改札、岐阜方向設置の3台の改札機のうち1台は帰宅ラッシュ時は乗車専用になる。
毎年2月頃（旧暦正月の13日）に尾張大国霊神社で行われる国府宮はだか祭（儺追（なおい）神事）の際には岐阜側の臨時改札（通常は車椅子用の出入口として使用）も使われるが、この改札口には自動改札機がないため、ICカードは使用できない。

### のりば
| 番線 | 路線          | 方向 | 行先                               | 備考   |
| ---- | ------------- | ---- | ---------------------------------- | ------ |
| 1    | NH 名古屋本線 | 下り | 名鉄一宮・名鉄岐阜方面             | 待避線 |
| 2    | NH 名古屋本線 | 下り | 名鉄一宮・名鉄岐阜方面             | 本線   |
| 3    | NH 名古屋本線 | 上り | 名鉄名古屋・金山・中部国際空港方面 | 本線   |
| 4    | NH 名古屋本線 | 上り | 名鉄名古屋・金山・中部国際空港方面 | 待避線 |

### 配線図
| ← 名古屋方面 | 国府宮駅 構内配線略図 | → 一宮・ 岐阜方面 |
| 凡例 出典:   |                       |                   |

### 駅舎
全列車が停車する駅にもかかわらずエレベーターやエスカレーターなどが一切設置されていなかったが、バリアフリー新法の施行にともないホーム上方に新たに橋上駅舎が建設され、橋上駅舎とホームとを結ぶエレベーターと階段が設けられて2010年（平成22年）12月18日より利用が開始された。橋上駅舎は駅西口の立体駐車場ビルと接続している反面、駅東側と行き来する通路・階段等は現時点では建設されていない。
ホームの嵩上げ工事が行われ、フルカラーLED式発車標が新設された（従来のソラリー式のものは撤去）。また、その際に自動放送が更新され、名鉄独特の「行先」、「種別」の順で読み上げられていたものが、一般的な「種別」、「行先」の順となっている。
当駅折り返し列車があった時期に使用された島氏永駅方の渡り線が存置されているほか、尾西鉄道中村線として開業した当時の細い架線柱が4番線に2箇所だけ残っていたが、2010年（平成22年）にPC柱へと更新された。また、ホームの上屋根は数種類のものが混在して繋がっている。地下駅務室に稲沢市のマスコットキャラいなッピーのぬいぐるみが置いてある。
1番線の一宮・岐阜方面寄りに引き込み線があり、マルチプルタイタンパーなどの保線用機械が留置されていることがある。なお、引き込み線には一宮・岐阜方面からしか入れない形となっている。

### ギャラリー

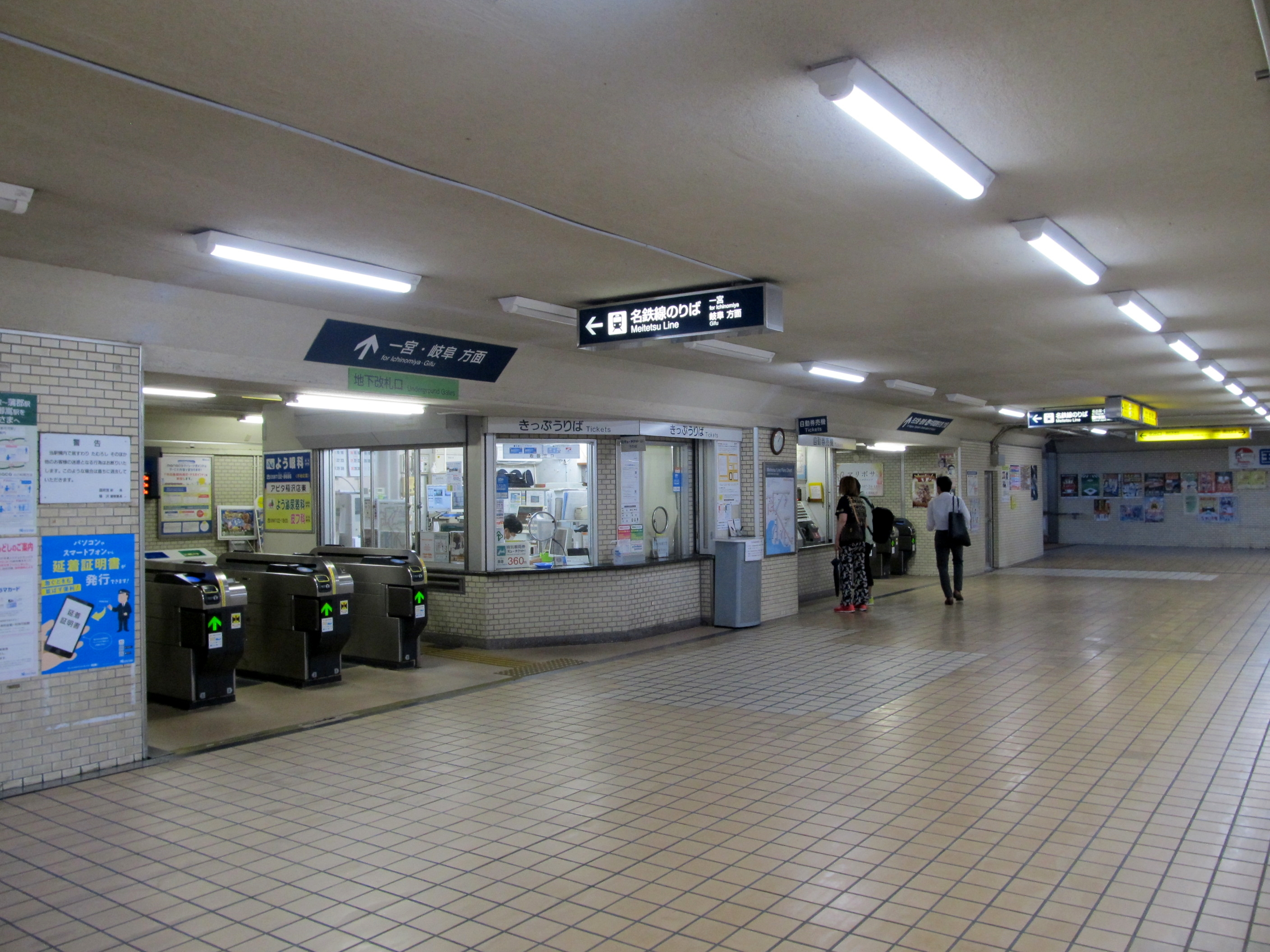
地下改札口
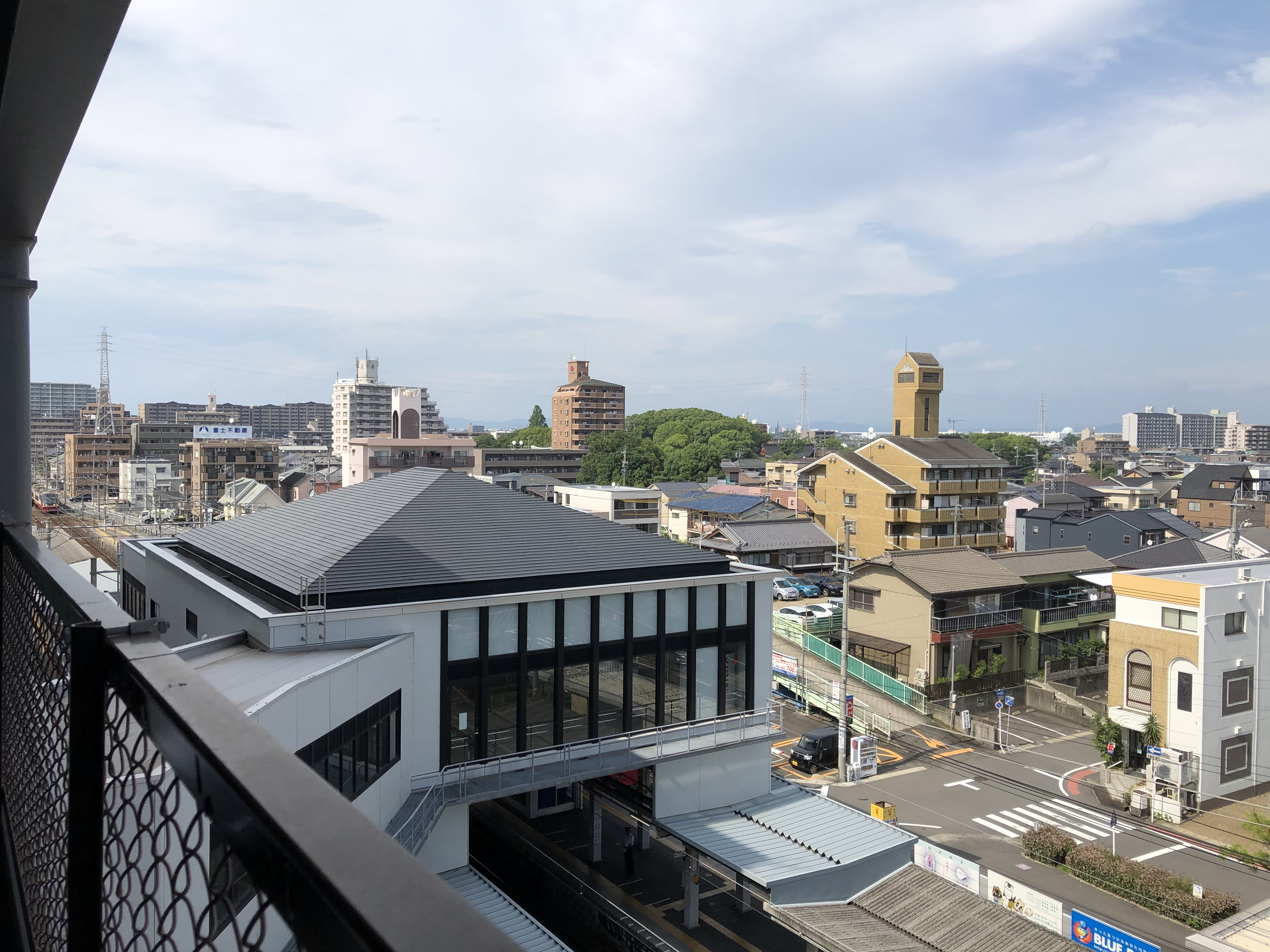
橋上駅舎
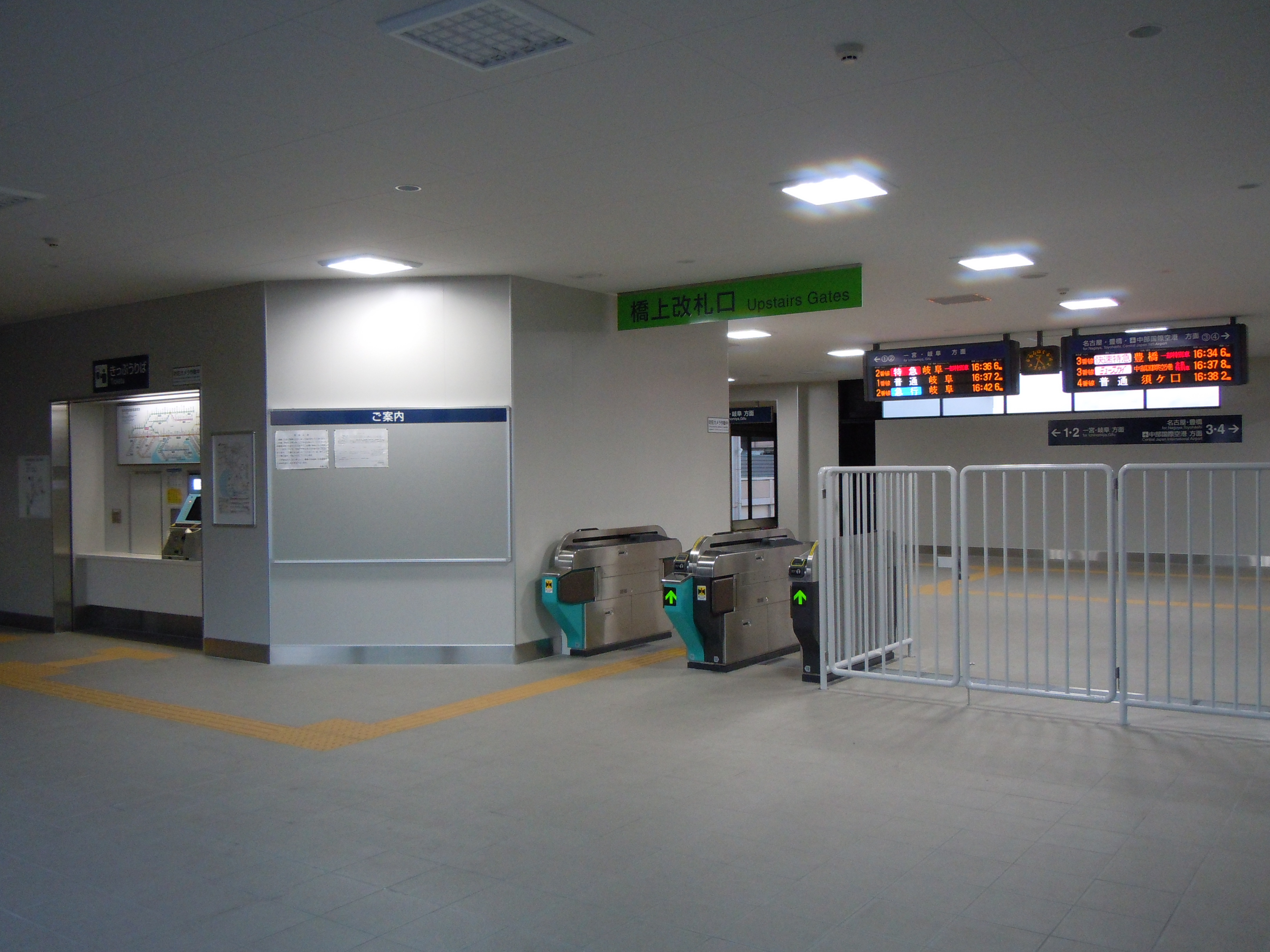
橋上改札口
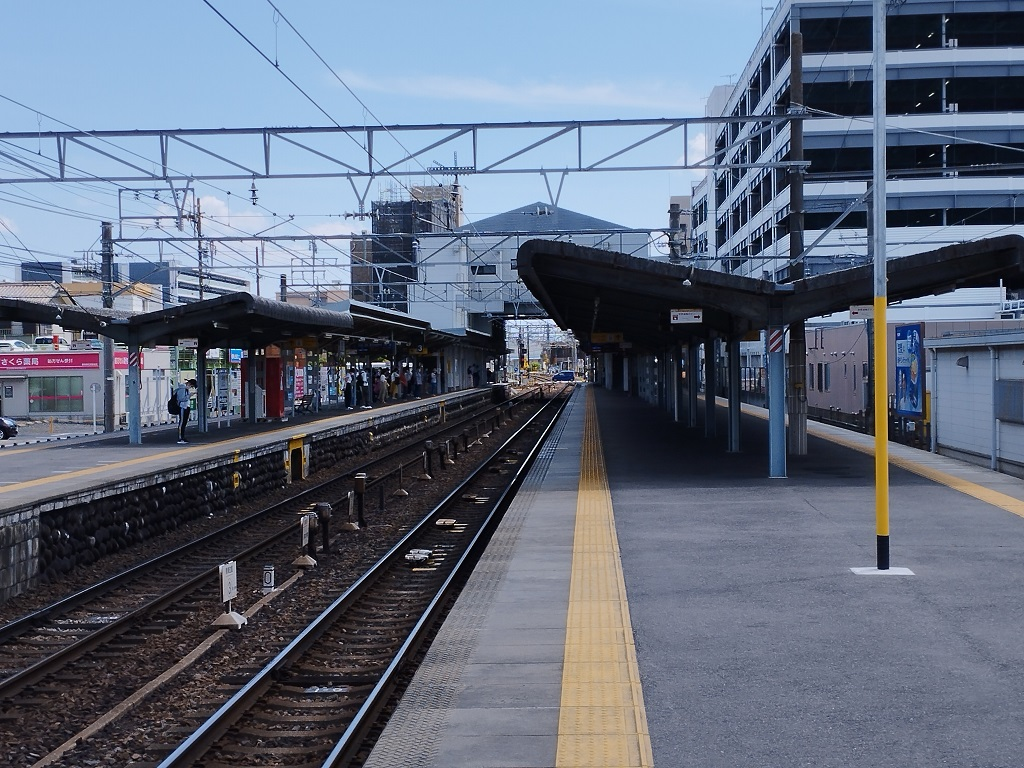
ホーム
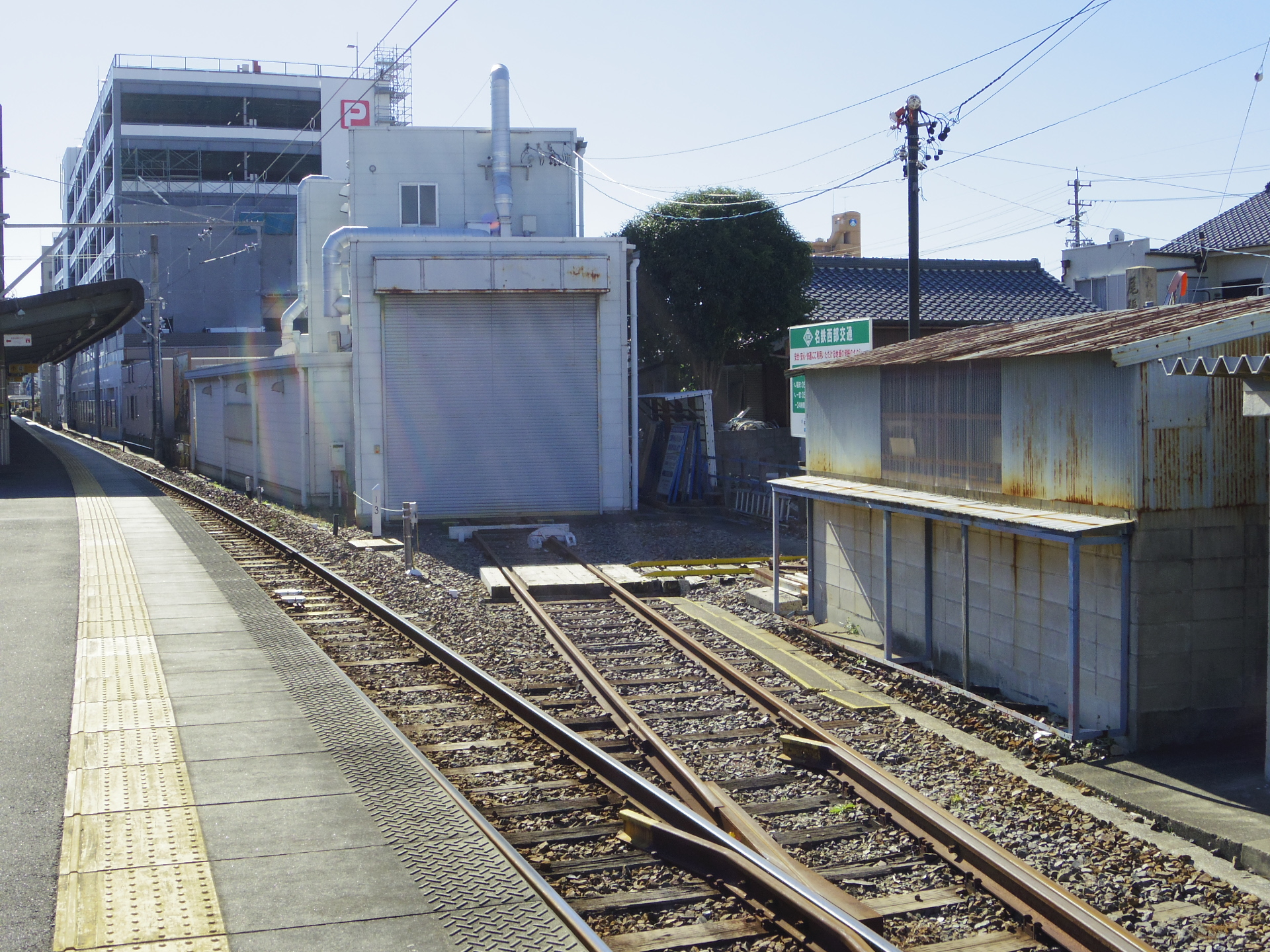
引込線（2019年1月）
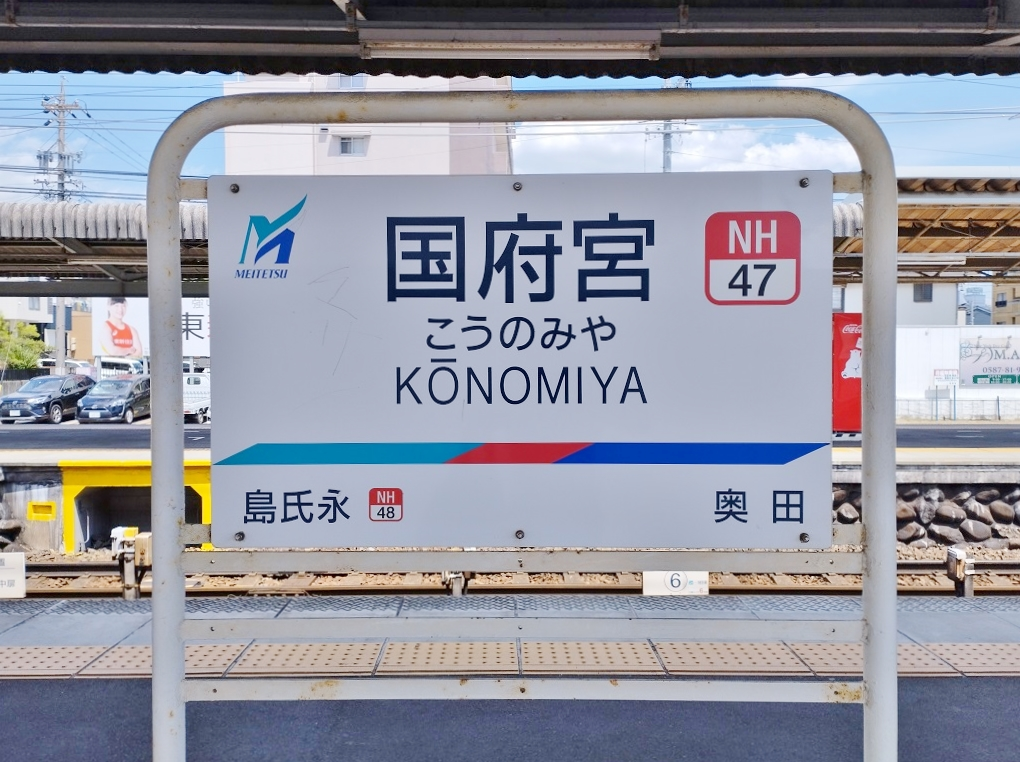
駅名標

## 利用状況
- 「移動等円滑化取組報告書」によると、2019年度の1日平均乗降人員は22,767人である[14]。
- 『名鉄120年：近20年のあゆみ』によると2013年度当時の1日平均乗降人員は22,441人であり、この値は名鉄全駅（275駅）中15位、名古屋本線（60駅）中9位であった[15]。
- 『名古屋鉄道百年史』によると1992年度当時の1日平均乗降人員は30,982人であり、この値は岐阜市内線均一運賃区間内各駅（岐阜市内線・田神線・美濃町線徹明町駅 - 琴塚駅間）を除く名鉄全駅（342駅）中11位、 名古屋本線（61駅）中9位であった[16]。
- 『名鉄 1983』によると、1981年度当時の一日平均乗降人員は26,612人であり、この値は名鉄全駅中12位であった[17]。
- 『稲沢の統計』によれば、2019年度の1日平均乗降人員は22,767人である。近年の1日平均乗降・乗車人員は下表のとおりである[18]。
- 年度別乗降・乗車人員から、定期枚数は360で除し、定期外枚数は365（閏日が含まれる年度は366）で除して一日平均乗降・乗車人員を求めている。

| 年度               | 1日平均 乗降人員 | 1日平均 乗車人員 |
| ------------------ | ---------------- | ---------------- |
| 2004年（平成16年） | 22,375           |                  |
| 2005年（平成17年） | 23,353           |                  |
| 2006年（平成18年） | 23,276           |                  |
| 2007年（平成19年） | 23,120           |                  |
| 2008年（平成20年） | 22,637           |                  |
| 2009年（平成21年） | 21,374           | 10,655           |
| 2010年（平成22年） | 21,029           | 10,477           |
| 2011年（平成23年） | 21,433           | 10,713           |
| 2012年（平成24年） | 21,827           | 10,910           |
| 2013年（平成25年） | 22,441           | 11,208           |
| 2014年（平成26年） | 22,230           | 11,115           |
| 2015年（平成27年） | 22,515           | 11,244           |
| 2016年（平成28年） | 22,499           | 11,239           |
| 2017年（平成29年） | 22,861           | 11,424           |
| 2018年（平成30年） | 23,202           | 11,590           |
| 2019年（令和元年） | 22,767           | 11,373           |

※ 接続する路線のない名古屋本線の単独駅ではあるが、全列車が停車し、かつ稲沢市の中心部に近いため、JR東海道本線 稲沢駅より利用者が多い。

## 周辺施設

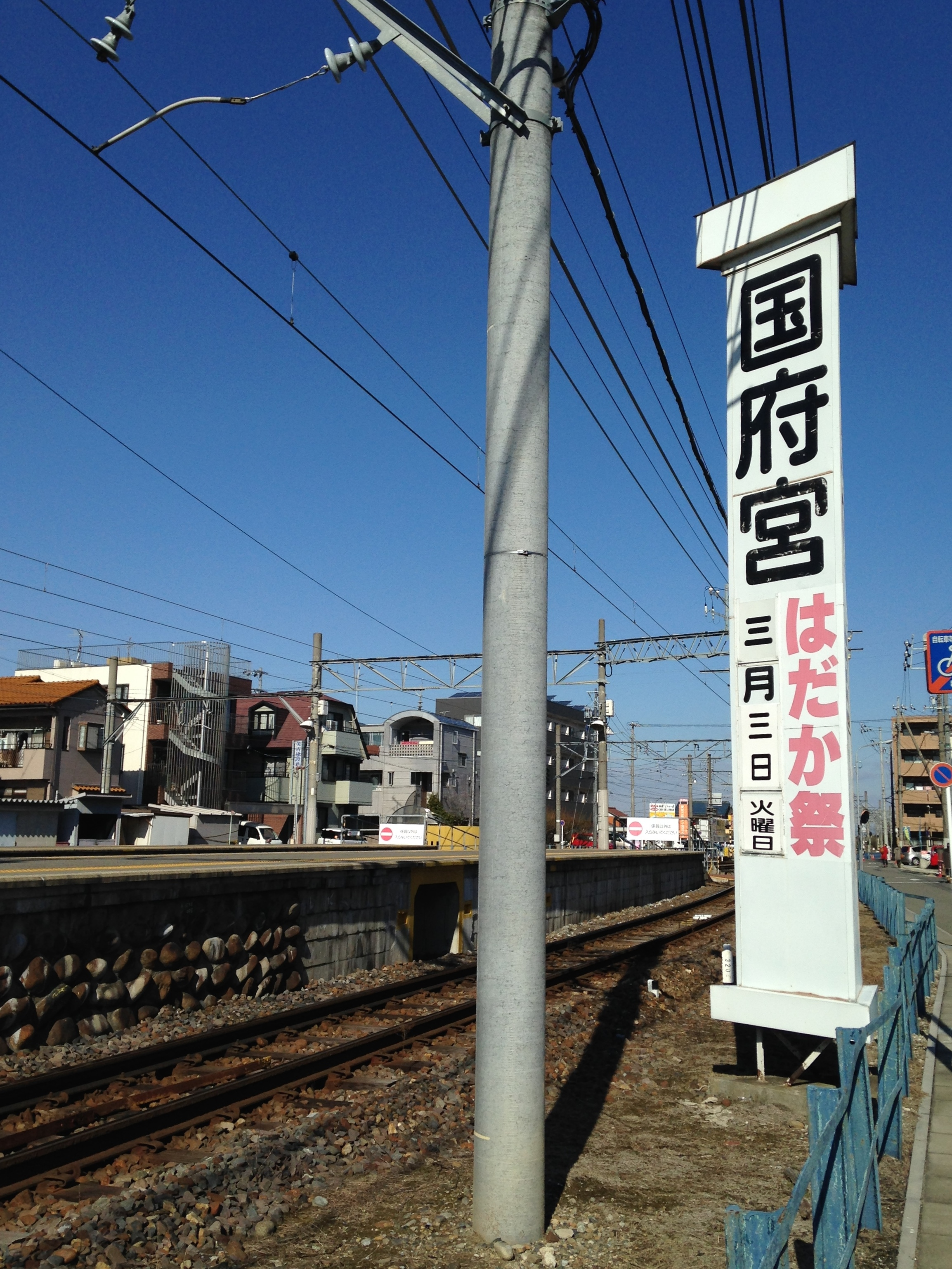
尾張大国霊神社の案内板（2015年1月）

- 名古屋文理大学文化フォーラム（稲沢市民会館）
- 稲沢市中央図書館
- 稲沢国府宮郵便局
- 稲沢市民病院 - 奥田駅の方が近い
- 尾張大國霊神社（國府宮）
- 愛知啓成高等学校
- 愛知文教女子短期大学
- 名古屋文理大学
- 稲沢市荻須記念美術館
- 稲沢公園
- 稲沢市立稲沢中学校
- 稲沢自動車学校
- 稲沢駅（JR東海）

## バス路線
- 名鉄バス：国府宮駅バスターミナル（駅西口にある立体駐車場ビルの1階）
  - 稲沢市コミュニティバスの停留所も存在する。

※ かつては当駅から名鉄尾西線の森上駅まで名鉄バスが走っていた。

## 隣の駅
名古屋鉄道
NH 名古屋本線
□ミュースカイ・□快速特急
名鉄名古屋駅（NH36） - 国府宮駅（NH47） - 名鉄一宮駅（NH50）
■特急
名鉄名古屋駅（NH36） - （朝1本の岐阜行きは須ヶ口駅（NH42）） - 国府宮駅（NH47） - 名鉄一宮駅（NH50）
□快速急行・■急行
新清洲駅（NH44） - （一部は大里駅（NH45）） - 国府宮駅（NH47） - 名鉄一宮駅（NH50）
■準急
大里駅（NH45）- 国府宮駅（NH47）  - 名鉄一宮駅（NH50）
■普通
奥田駅（NH46） - 国府宮駅（NH47） - 島氏永駅（NH48）
※ 島氏永駅開業以前、当駅 - 妙興寺駅間には島駅、氏永駅の2駅が存在した。